# Вольная борьба на летних Олимпийских играх 1948 — до 67 кг
Соревнования по вольной борьбе в рамках Олимпийских игр 1948 года в лёгком весе (до 67 килограммов) прошли в Лондоне с 29 по 31 июля 1948 года в «Empress Hall».
Турнир проводился по системе с начислением штрафных баллов. За чистую победу штрафные баллы не начислялись, за победу по очкам борец получал один штрафной балл, за поражение по очкам со счётом 2-1 два штрафных балла, за поражение со счётом 3-0 или чистое поражение — три штрафных балла. Борец, набравший пять штрафных баллов, из турнира выбывал. Борцы, вышедшие в финал, проводили встречи между собой. В случае, если они уже встречались в предварительных встречах, такие результаты зачитывались. Схватка по регламенту турнира продолжалась 15 минут. Если в течение первых шести минут не было зафиксировано туше, то судьи могли определить борца, имеющего преимущество. Если преимущество никому не отдавалось, то назначалось шесть минут борьбы в партере, при этом каждый из борцов находился внизу по три минуты (очередность определялась жребием). Если кому-то из борцов было отдано преимущество, то он имел право выбора следующих шести минут борьбы: либо в партере сверху, либо в стойке. Если по истечении шести минут не фиксировалась чистая победа, то оставшиеся три минуты борцы боролись в стойке.
В лёгком весе боролись 18 участников. Фаворитами были чемпион Европы 1946 года Джелал Атик и бронзовый призёр Олимпийских игр 1936 года и чемпион мира 1947 года по греко-римской борьбе Йёста Френдфорс. Турецкий борец полностью доминировал по ходу турнира, одержав до финала четыре чистые победы; швед выступил менее ярко, но тоже дошёл до финала, имея равные шансы на золотую медаль. В финале Атик положил Френдфорса на лопатки. Бронзовая медаль была разыграна в необычной схватке за третье место: в пятом круге выбыли из соревнований с равными штрафными баллами Херманн Бауманн и Гарибальдо Ниццола (сын вице-чемпиона Олимпийских игр 1932 года Марчелло Ниццолы); дополнительные критерии оказались тоже равны. В этой встрече победил Бауманн.   

## Призовые места
- Джелал Атик
- Йёста Френдфорс
- Херманн Бауманн

## Первый круг
| Штрафных баллов | Участник 1           | Результат                   | Участник 2           | Штрафных баллов |
| --------------- | -------------------- | --------------------------- | -------------------- | --------------- |
| 0               | Джелал Атик          | Туше (7:42)                 | Билл Колл            | 3               |
| 1               | Мохамед Хассан Мусса | 3-0                         | Банта Сингх          | 3               |
| 1               | Тони Рис             | 3-0                         | Али Хаффари          | 3               |
| 0               | Ким Со Ён            | Отстранён от встречи (4:49) | Абу Режаили Бехара ¹ | 3               |
| 1               | Ян Коолс             | 3-0                         | Израэль Санчес       | 3               |
| 1               | Гарибальдо Ниццола   | 2-1                         | Суло Леппянен        | 2               |
| 1               | Морган Плумб         | 3-0                         | Питер Лак            | 3               |
| 0               | Херманн Бауманн      | Туше (5:04)                 | Хосе Луис Перес ²    |                 |
| 1               | Йёста Френдфорс      | 3-0                         | Ласло Бакош          | 3               |

¹ Снялся с соревнований 

² Снялся с соревнований

## Второй круг
| Штрафных баллов | Участник 1         | Результат   | Участник 2           | Штрафных баллов |
| --------------- | ------------------ | ----------- | -------------------- | --------------- |
| 4               | Билл Колл          | 3-0         | Мохамед Хассан Мусса | 4               |
| 0               | Джелал Атик        | Туше (5:08) | Банта Сингх          | 6               |
| 3               | Али Хаффари        | Туше (3:52) | Ким Со Ён            | 3               |
| 3               | Суло Леппянен      | 3-0         | Ян Коолс             | 4               |
| 2               | Гарибальдо Ниццола | 3-0         | Израэль Санчес       | 6               |
| 1               | Херманн Бауманн    | 3-0         | Морган Плумб         | 4               |
| 4               | Ласло Бакош        | 3-0         | Питер Лак            | 6               |
| 1               | Йёста Френдфорс    | Туше (6:48) | Тони Рис             | 4               |

## Третий круг
| Штрафных баллов | Участник 1         | Результат   | Участник 2           | Штрафных баллов |
| --------------- | ------------------ | ----------- | -------------------- | --------------- |
| 3               | Гарибальдо Ниццола | 3-0         | Ян Коолс             | 7               |
| 4               | Суло Леппянен      | 3-0         | Морган Плумб         | 7               |
| 5               | Ласло Бакош        | 3-0         | Херманн Бауманн      | 4               |
| 4               | Билл Колл          | Туше (9:12) | Али Хаффари          | 6               |
| 0               | Джелал Атик        | Туше (4:20) | Тони Рис             | 7               |
| 4               | Ким Со Ён          | 3-0         | Мохамед Хассан Мусса | 7               |
| 1               | Йёста Френдфорс    | Пропускал   |                      |                 |

## Четвёртый круг
| Штрафных баллов | Участник 1         | Результат | Участник 2    | Штрафных баллов |
| --------------- | ------------------ | --------- | ------------- | --------------- |
| 2               | Йёста Френдфорс    | 2-1       | Билл Колл     | 7               |
| 1               | Джелал Атик        | 3-0       | Суло Леппянен | 7               |
| 4               | Гарибальдо Ниццола | 3-0       | Ким Со Ён     | 7               |
| 4               | Херманн Бауманн'   | Пропускал |               |                 |

## Пятый круг
| Штрафных баллов | Участник 1      | Результат   | Участник 2         | Штрафных баллов |
| --------------- | --------------- | ----------- | ------------------ | --------------- |
| 2               | Йёста Френдфорс | 3-0         | Херманн Бауманн    | 7               |
| 1               | Джелал Атик     | Туше (5:15) | Гарибальдо Ниццола | 7               |

## Финал + дополнительная встреча за 3 место
| Штрафных баллов | Участник 1       | Результат   | Участник 2         | Штрафных баллов |
| --------------- | ---------------- | ----------- | ------------------ | --------------- |
|                 | Херманн Бауманн' | 3-0         | Гарибальдо Ниццола |                 |
|                 | Джелал Атик      | Туше (4:03) | Йёста Френдфорс    |                 |